# Guillermo Mordillo
Guillermo Mordillo (Buenos Aires, 4 augustus 1932 – Mallorca, 29 juni 2019) was een van 's werelds bekendste cartoonisten.

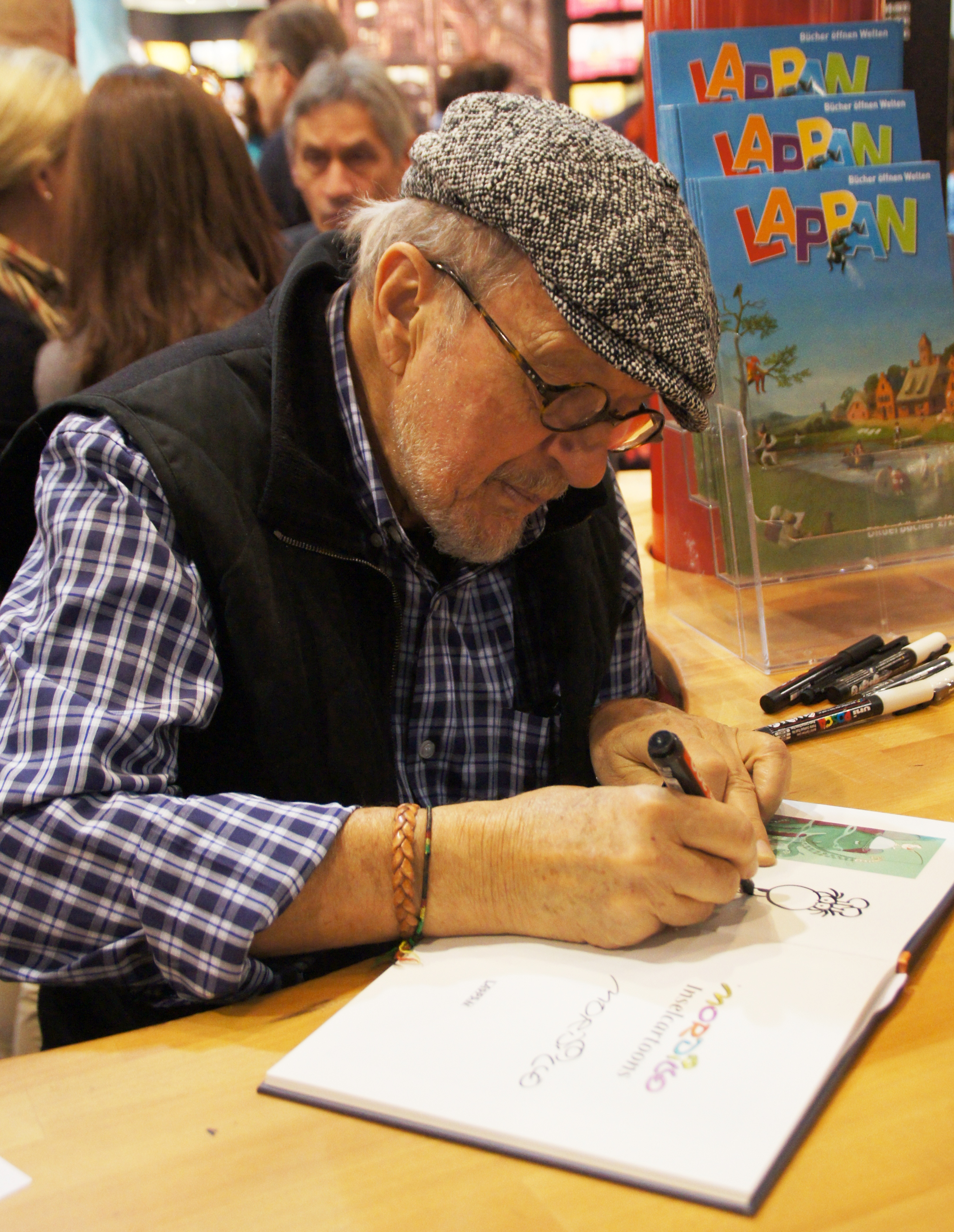
Mordillo, 2012

Als zoon van Spaanse emigranten, begon Mordillo's carrière op 14-jarige leeftijd toen hij de school verliet om te tekenen. In 1950 startte hij te werken voor een Argentijnse uitgever als illustrator van sprookjes. Van 1952 tot 1955 tekende hij tekenfilms. In 1955 verhuisde hij naar Lima om te gaan werken voor het Amerikaanse reclameagentschap McCann Erikson. Hij illustreerde toen ook nog sprookjes- en fabelboeken. Na 5 jaar verhuisde hij naar New York waar hij werkte als prentkaarten-tekenaar. Nadien ging hij werken voor Paramount Pictures om aan tekenfilms als "Little Lulu" en "Popeye" mee te tekenen. In 1963 verhuisde hij naar Parijs en tekende er prentkaarten voor een Franse uitgever. In 1966 publiceerde hij zijn eerste cartoons in "Lui" en "Paris Match". De cartoons waren (en zijn) zo populair dat heden miljoenen van zijn cartoons wereldwijd prijken op posters, prentkaarten, kalenders en boeken. In 1999 werd de ferry Moby love II van Moby Lines gedecoreerd met een ontwerp van Mordillo.
Hij leefde sinds 1980 op Mallorca. Hij was gehuwd en had een zoon en dochter.

## Werk
Le Galion, Crazy Cowboy, Crazy Crazy, Cartoons Opus 1 (2-3-4-5-6), Mordillo Golf, Football
Biografie: Le Livre d'Or de Mordillo, Mordillo Safari, Amore Amore, Lovestory, Toutes les Giraffes, Les Amoureux, Les Chiens, Le Foot, Les Mariées, Les Sportifs, Les Supermen, Les Superwoman, Les Vancanciers.